# 鐵路法 (中華民國)
《鐵路法》，是中華民國政府為管理鐵路而制定的專法。分別有總則、建築、管理、監督、運送、安全、罰則及附則共八章、條文76條。